# 和歌山県道124号粉河寺線
和歌山県道124号粉河寺線（わかやまけんどう124ごう こかわでらせん）は、和歌山県紀の川市を通る一般県道である。

## 概要
粉河寺（紀の川市粉河）から紀の川市深田に至る。本路線は、国道24号と粉河寺を結ぶ事を目的とした観光道路として整備された。毎年、春や秋などの行楽シーズンになると、和歌山県内はもちろん、大阪府など和歌山県外からも多くの人々が紀の川市内の観光施設に訪れる。粉河寺も例外ではなく、毎年、この時期になると、多くの自動車で混雑する場合が多い。

### 路線データ
- 起点：紀の川市粉河（粉河寺付近）
- 終点：紀の川市深田（深田交差点、国道24号交点）
- 実延長：1.899 km

## 歴史
本路線は、道路法（昭和27年法律第180号）第7条の規定に基づき、一般県道として1959年（昭和34年）に和歌山県が第1次認定した路線のひとつである。

### 年表
- 1959年（昭和34年）5月14日 - 和歌山県が一般県道として粉河寺線を認定[1]。

## 路線状況

### 道路施設

#### 橋梁
- 大門橋（中津川、紀の川市）
- 松井橋（松井川、紀の川市）

## 地理

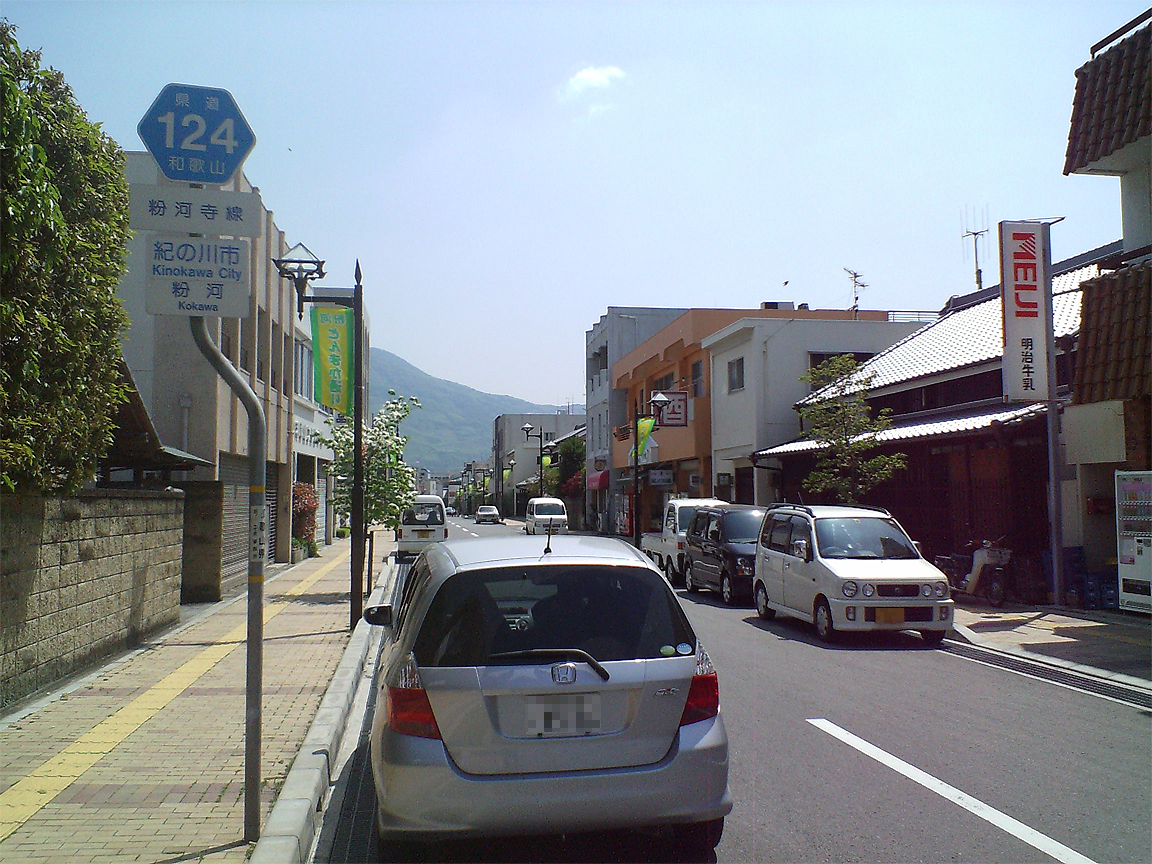
和歌山県道124号粉河寺線
（和歌山県紀の川市内）

### 通過する自治体
- 和歌山県
  - 紀の川市

### 交差する道路
| 交差する道路              | 交差する場所 | 交差する場所      |
| ------------------------- | ------------ | ----------------- |
| 和歌山県道7号粉河加太線   | 粉河         |                   |
| 和歌山県道123号荒見粉河線 | 粉河         |                   |
| 国道24号                  | 深田         | 深田交差点 / 終点 |

### 交差する鉄道
- 和歌山線

### 沿線
- 粉河寺
- JR西日本和歌山線
  - 粉河駅 - 紀伊長田駅
- 紀の川市立粉河小学校
- 紀の川市立粉河中学校